# Football Club Sochaux-Montbéliard 1977-1978
Questa voce raccoglie le informazioni riguardanti il Football Club Sochaux-Montbéliard nelle competizioni ufficiali della stagione 1977-1978.

## Maglie
Lo sponsor tecnico per la stagione 1977-1978 è Adidas, mentre lo sponsor ufficiale è Selam Pavillons.
| Manica sinistra · Manica sinistra · Maglietta · Maglietta · Manica destra · Manica destra · Pantaloncini · Calzettoni · Calzettoni |

## Rosa
| N. |                       | Ruolo | Calciatore             |
| -- | --------------------- | ----- | ---------------------- |
|    | Francia (bandiera)    | P     | Joël Bats              |
|    | Francia (bandiera)    | P     | Albert Rust            |
|    | Algeria (bandiera)    | D     | Moussa Bezaz           |
|    | Francia (bandiera)    | D     | Jean-Bernard Biau      |
|    | Francia (bandiera)    | D     | Jacky Bonnevay         |
|    | Francia (bandiera)    | D     | Jean-Pierre Dartevelle |
|    | Algeria (bandiera)    | D     | Abdel Djaadaoui        |
|    | Francia (bandiera)    | D     | Didier Dufour          |
|    | Francia (bandiera)    | D     | Jean-Pierre Posca      |
|    | Francia (bandiera)    | D     | Jean-Luc Ruty          |
|    | Jugoslavia (bandiera) | D     | Laszlo Seleš           |
|    | Francia (bandiera)    | D     | Romain Zandona         |

| N. |                       | Ruolo | Calciatore       |
| -- | --------------------- | ----- | ---------------- |
|    | Francia (bandiera)    | C     | Eric Benoît      |
|    | Francia (bandiera)    | C     | Bernard Genghini |
|    | Senegal (bandiera)    | C     | Abdoulaye Gueye  |
|    | Francia (bandiera)    | A     | André Gutierrez  |
|    | Francia (bandiera)    | A     | Yves Ibanez      |
|    | Jugoslavia (bandiera) | A     | Zvonko Ivezić    |
|    | Francia (bandiera)    | A     | Léon Maier       |
|    | Francia (bandiera)    | A     | Thierry Meyer    |
|    | Francia (bandiera)    | A     | Patrick Parizon  |
|    | Francia (bandiera)    | A     | Robert Pintenat  |
|    | Francia (bandiera)    | A     | Gérard Soler     |
|    | Francia (bandiera)    | A     | Yannick Stopyra  |